# Daxia Wuling
Daxia Wuling (kinesiska: 大下五岭乡, 大下五岭) är en socken i Kina. Den ligger i provinsen Hebei, i den norra delen av landet, omkring 180 kilometer öster om huvudstaden Peking.
Genomsnittlig årsnederbörd är 739 millimeter. Den regnigaste månaden är augusti, med i genomsnitt 199 mm nederbörd, och den torraste är januari, med 3 mm nederbörd.